# Villa Robert-Doisneau
La villa Robert-Doisneau est une voie du 13e arrondissement de Paris, en France.

## Situation et accès
La villa Robert-Doisneau est une voie privée située dans le 13e arrondissement de Paris. Elle débute au 64, rue du Château-des-Rentiers et se termine en impasse.

## Origine du nom

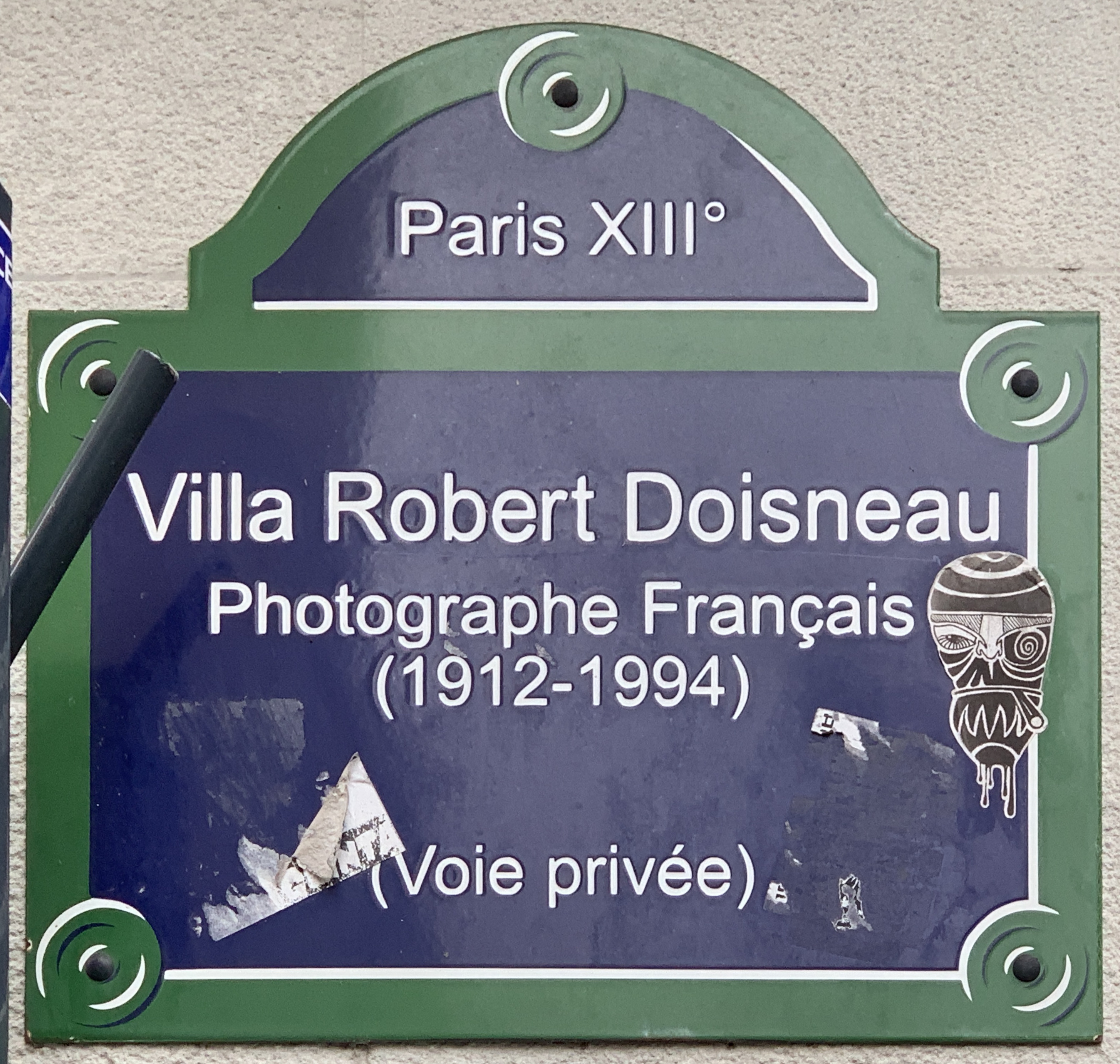
Plaque de la voie.

Elle porte le nom du photographe français Robert Doisneau (1912-1994).

## Historique
Cette voie, créée sous le nom provisoire de « voie F/13 », prend sa dénomination actuelle par décret municipal du 21 octobre 2003.